# Каприз (теленовела)
„Каприз“ (на испански: Capricho) е мексиканска теленовела от 1993 г., създадена от Куаутемок Бланко и Мария дел Кармен Пеня, режисирана от Луис Велес и Клаудио Рейес Рубио, и продуцирана от Карлос Сотомайор за Телевиса.
В главните роли са Виктория Руфо и Умберто Сурита, а в отрицателните - Диана Брачо и Патрисия Перейра.

## Сюжет
Еухения Монтаньо е властна жена със силен характер, собственица на известните лозя, наречени „Лозя на Слънцето“. Тя е омъжена за Антонио Аранда, писател, кротък и покорен мъж, дълбоко влюбен в съпругата си, с когото имат две дъщери – Ракел и Кристина.
Еухения обожава по-голямата си дъщеря, Ракел, и презира по-малката, Кристина. Това е така, защото Ракел, всъщност, не е дъщеря на Антонио, а на Леон, единствения мъж, когото е обичала Еухения, но за когото никога не би могла да се омъжи. Следователно, тя е живяла с мъж, когото не обича, и дъщеря, която се отказва, че не е плод на истинската любов.
Ракел е толкова зла, колкото и майка ѝ, отнася се жестоко към Кристина, на която винаги е завиждала. Хорхе е приятел на Ракел, който истински я обича, но тя не изпитва същите чувства към него, а напротив – презира го, но, за разлика от сестра си, Кристина винаги го е обичала тайно.

## Актьори
- Виктория Руфо – Кристина Аранда де Франко
- Умберто Сурита – Даниел Франко Валдерама
- Диана Брачо – Еухения Монтаньо Гихаро де Аранда
- Патрисия Перейра – Ракел Аранада Монтаньо
- Мария Тереса Ривас – Доня Исабел Гихаро вдовица де Монтаньо
- Хуан Пелаес – Антонио Аранда Ерера
- Армандо Силвистре – Леон Аранда Ерера
- Луис Агилар – Дон Хесус Тамайо Макотела
- Силвия Марискал – Мерседес Молинер де Аранда
- Хорхе Антолин – Хорхе Нието Сабалета
- Ромина Кастро – Умберта Нието Сабалета
- Бруно Рей – Браулио Нието Аскона
- Марина Марин – Флора Сабалета де Нието
- Пилар Ескаланте – Леонор Руис Диас-Арискорета
- Константино Костас – Рубен Очоа
- Алехандро Томаси – Томас Руис Диас-Арискорета'
- Алехандро Руис – Фернандо Барио
- Грасиела Бернардос – Пласида Гутиерес
- Кука Дублан – Лупита де ла Флор
- Лусия Муньос – Моника Муньос де Алба
- Исраел Хайтович – Николас Андраде
- Маргарита Амбрис – Есперанса Велес
- Хеорхина Педрет – Селия Амадор
- Херман Гутиерес – Клаудио Валдерама
- Хосе Куаутемок Бланко – Свещеник

## Премиера
Премиерата на Каприз е на 11 януари 1993 г. по Canal de las Estrellas. Последният 115. епизод е излъчен на 18 юни 1993 г.

## Награди и номинации
Награди TVyNovelas 1994
| Категория                            | Номинация          | Резултат   |
| ------------------------------------ | ------------------ | ---------- |
| Най-добра актриса в главна роля      | Виктория Руфо      | Номинирана |
| Най-добра актриса в отрицателна роля | Диана Брачо        | Печели     |
| Най-добра първа актриса              | Мария Тереса Ривас | Номинирана |